# Valdilecha
Valdilecha és un municipi de la Comunitat Autònoma de Madrid. Està situat entre els municipis de Villar del Olmo, Orusco de Tajuña, Tielmes, Campo Real i Arganda del Rey.